# Sitalces jugatus
Sitalces jugatus är en insektsart som beskrevs av Rehn, J.A.G. 1918. Sitalces jugatus ingår i släktet Sitalces och familjen gräshoppor. Inga underarter finns listade i Catalogue of Life.